# Salle de Musiques actuelles de la ville de Strasbourg
La Salle de Musiques actuelles de la ville de Strasbourg est une salle de concert située à Strasbourg et implantée sur le site de La Laiterie. Le lieu est divisé en deux espaces : la grande salle avec ses 1 000 places et le Club pouvant accueillir 300 personnes.
La salle est couramment désignée par le terme La Laiterie, du nom du site culturel au sein duquel elle est installée.
Subventionnée par la ville de Strasbourg, la CUS, le département du Bas-Rhin, la Région Alsace et le Ministère de la culture, La Laiterie est gérée par deux associations : Artefact PRL et Quatre 4.0.

## Accès
La Laiterie est desservie par la ligne B du tramway de Strasbourg, arrêt Laiterie.